# Edna St. Vincent Millay
Edna St. Vincent Millay, née à Rockland (Maine) le 22 février 1892 et morte le 19 octobre 1950, est une poétesse et dramaturge américaine. Elle fut la deuxième personne à recevoir le prix Pulitzer de la poésie, et la première femme. Elle était connue pour son style de vie bohème et non conventionnel et ses nombreuses histoires d'amour. Elle utilisait le pseudonyme de Nancy Boyd.

## Biographie
Pendant son adolescence, Millay publie de la poésie dans le magazine pour enfants Saint-Nicolas.
La renommée de Millay date de 1912, quand, encouragée par sa mère, elle publie son poème Renascence pour un concours de poésie de l'année lyrique.
Elle mène une vie libre dans la société artiste de Greenwich village et prend des positions féministes. Elle se marie en 1923 avec Eugen Jan Boissevain. Elle habite avec lui dans une maison appelée Steepletop (en) à Austerlitz dans l'État de New-york.

## Œuvre
Millay écrit de la poésie, des romans, des articles anti-militaristes et féministes, des pièces de théâtre et un livret d'opéra.
Soucieuse de préserver sa notoriété de poétesse, elle publie ses autres œuvres sous le pseudonyme de Nancy Boyd.
En 1923, elle obtient le prix Pulizer de la poésie pour son poème The Ballad of the Harp-Weaver.
Son poème Euclid Alone Has Looked on Beauty Bare (1922) célèbre la beauté mathématique et est un hommage à Euclide.

### Poésies
- Parmi ses poésies, le recueil Renascence and Other Poems, paru en 1917 est le plus célèbre[5]. Il comprend :

1. Renascence
2. Interim
3. The Suicide
4. God’s World
5. Afternoon on a Hill
6. Sorrow
7. Tavern
8. Ashes of Life
9. The Little Ghost
10. Kin to Sorrow
11. Three Songs of Shattering
12. The Shroud
13. The Dream
14. Indifference
15. Witch-Wife
16. Blight
17. When the Year Grows Old

- Sonnets

1. Thou art not lovelier than lilacs,—no
2. Time does not bring relief; you all have lied
3. Mindful of you the sodden earth in spring
4. Not in this chamber only at my birth
5. If I should learn, in some quite casual way
6. Bluebeard

- Un autre recueil paru en 1920 s'intitule A few figs from thistles (quelques figues de chardon, allusion à la Bible Matthieu 7-16 « Cueille-t-on des raisins sur des épines, ou des figues sur des chardons ? ». Le sens de l'éphémère apparaît dans nombre de ses poèmes et en particulier dans First Fig issu de ce recueil :

FIRST FIG

My candle burns at both ends;

It will not last the night;

But ah, my foes, and oh, my friends—

It gives a lovely light!

(Ma bougie brûle par les deux bouts ; / Elle ne passera pas la nuit ; / Mais ah, mes ennemis, et oh, mes amis — / Elle donne une belle lumière !)